# Yu Huan
Yu Huan (floruit segle III) fou un historiador de l'estat de Cao Wei durant el període dels Tres Regnes de la Xina.

## Vida
Yu Huan nasqué a la regió de Jingzhou, que es trobava en l'actual Xi'an, Shaanxi. És conegut per escriure Weilüe i Dianlüe, el qual segons el Llibre de Sui, es compon de 33 i 89 volums, respectivament. El Llibre Vell de Tang llista 38 volums del Weilüe i 50 del Dianlüe, mentre que el Llibre nou de Tang llista el Weilüe amb 50 volums.
Cap d'aquests treballs ha sobreviscut; així i tot, un volum del Weilüe es troba citat en un extens peu de pàgina de Registres dels Tres Regnes en la 30a secció sobre Wuhuan, Xianbei i Dongyi per Pei Songzhi durant el segle V. Servia de guia addicional a les Regions occidentals del llibre.
Segons el Shitong, Yu Huan arribà a ser batle de Luoyang, capital de l'estat de Cao Wei (220-265). Malgrat que sembla que mai va deixar la Xina, va recollir una gran quantitat d'informació sobre les nacions a l'oest de la Xina, com ara Pàrtia, l'Índia, l'Imperi romà i les rutes cap allà. Part d'aquesta informació arribà a la Xina prou després dels temps de Yu Huan; també es troba en les seccions que tracten les regions occidentals dels Registres del Gran Historiador, el Llibre de Han, i el Llibre del Han Tardà.
Tot i la inclusió d'informació moderna (a vegades fantasiosa), el Weilüe conté materials nous i fiables. La majoria de la seua informació és de la fi del segle II i començaments del III. És aquesta nova informació la que situa el Weilüe com una font tan valuosa del temps de la dinastia del Han Oriental, abans que la Xina fos aïllada d'Occident per guerres civils al llarg de les seues fronteres durant el segle ii.